# Origin of Muse
The Ultimate Collector's Edition For Any Muse Fan
Origin of Muse est un coffret collector de la discographie du groupe britannique Muse, sorti le 6 décembre 2019 à l'occasion des vingt ans de la sortie de leur premier album, Showbiz,. Il contient les versions remasterisées format CD et vinyles des deux premiers albums du groupe, Showbiz et Origin of Symmetry. Il contient également toutes les faces B des singles des albums, des EP, des versions démo, des instrumentales, des concerts et des morceaux inédits, ou du moins dont les versions présentes sur la compilation sont différentes de celles que les fans connaissaient déjà.

## Histoire du coffret
En 2017, lors de l'enregistrement de l'album Simulation Theory, le groupe annonce la sortie prochaine d'un coffret contenant des faces B de l'album Origin of Symmetry pour le mois de décembre 2017. Or, rien ne sortira. En réalité, le groupe veut réunir plus de démos, d'archives (photos, setlists, paroles, affiches de concerts), que Christopher Wolstenholme, bassiste du groupe, a en sa possession. De plus, une longue interview détaillée qui retrace l'histoire du groupe aura été ajoutée entre-temps. Finalement, en réponse à une fan sur Instagram, Matthew Bellamy, leader du groupe, annonce le 7 septembre 2019, le contenu et la sortie pour le 6 décembre de la compilation suivant à l'occasion des vingt ans de la sortie du premier album du groupe, Showbiz paru en 1999. On ne connaissait avant cela qu'une sortie approximative pour « l'hiver 2019 ».
Dix-huit mois après la sortie du coffret, l'album Origin of Symmetry ressort à nouveau cette fois-ci remixé, alors que sa publication en version remastérisée dans ce coffret est encore récente.

## Contenu du coffret collector
Le coffret contient neuf CD, quatre vinyles, un livret de quarante-huit pages et des interviews et du matériel jamais dévoilé jusque-là. Au total, le coffret réunit cent treize titres dont plus de quarante versions inédites. Parmi ces titres se trouvent les deux albums remasterisés ainsi que les premiers EP, toutes les faces B connues mais également deux inédites, Good News et Connect the Kettle Lead.

### Newton Abbot Demos
Ce premier CD était sans doute le plus attendu par les fans puisqu'il s'agit des tout premiers enregistrements complets et disponibles à l'achat que les fans auront alors d'accessibles. Par ailleurs, Matthew Bellamy, dans la même réponse à une fan sur Instagram qui annonçait la date approximative de sortie, en prévient les fans à ce sujet : « Warning: contains some painfully bad embarassing demos. Forgive us, we were teenagers » (Attention : contient d'horriblement mauvaises démos gênantes. Pardonnez-nous, nous étions des adolescents). Ces démos ont été enregistrées entre novembre 1996 et avril 1997, durant une session nommée Newton Abbot Demo, quand les membres du groupe avaient donc 18 ans.
On pourra noter, en plus des deux chansons inconnues relevées ci-dessus, des démos dont les versions présentes sur la compilation étaient inconnues, notamment Earthquake (nom de démo pour Nature_1) et Plug In Baby. Les démos de Nature_1 (Earthquake) et Plug In Baby (alors nommée Virtual Reality en 1997) étaient déjà vaguement connues des fans du groupe, puisque des archives de 1997 (un concert et une démo) figurent dans le patrimoine établi par les fans du groupe. Mais les versions d’Origin of Muse sont différentes et donc inédites aussi : la fin d'Earthquake est marquée par un riff que le groupe appelle Vuilstamen, ce qui ne figurait pas sur la démo live connue par les fans, et Plug In Baby est accompagnée de synthétiseur, aussi est plus aiguë que la démo jusque-là connue.
Enfin, une piste cachée précède Cave sur ce premier CD : il s'agit d'une compilation de six minutes d'instrumental du groupe, qui ont probablement été enregistrées dans la chambre de Christopher Wolstenholme, en 1995, puisque c'est du bassiste que viennent la plupart des archives. Les extraits sont le Vuilstamen Riff, le riff puis la fin de Cut me Down, une chanson composée par le groupe en 1994 que l'on peut retrouver sur YouTube avec le concert Battle of the Bands de Torquay du 26 novembre 1994 (concours de groupes), la fin de Backdoor, une démo de 1995 dont seul un court extrait était connu jusque-là, et une chanson instrumentale inconnue.

### Titres des CD
- Disque 1 - Newton Abbot Demos, quinze démos jamais publiées officiellement
- Disque 2 - Showbiz EPs, démos de l'album Showbiz : le Muse EP, le Muscle Museum EP, leurs débuts sur le label Dangerous Records
- Disque 3 - Showbiz, 1999, album remasterisé
- Disque 4 - Faces B de Showbiz dont une version alternative de Recess
- Disque 5 - Version en public de Showbiz, lives diffusé sur BBC One entre 1999 et 2000
- Disque 6 - Origin of Symmetry, démos instrumentales jamais parues enregistrées au Community Centre de Teignmouth
- Disque 7 - Origin of Symmetry, 2001, album remasterisé
- Disque 8 - Faces B d’Origin of Symmetry
- Disque 9 - Origin of Symmetry Live At Reading Festival, 2011, album joué en entier durant la performance du groupe enregistrée pour les dix ans de l'album à l'époque

### Contenu des CD

#### Newton Abbot Demos
| No  | Titre                    | Durée |
| --- | ------------------------ | ----- |
| 1.  | Cave                     | 4:53  |
| 2.  | Rain                     | 4:32  |
| 3.  | Agitated                 | 3:15  |
| 4.  | Crying Days              | 4:33  |
| 5.  | Coma                     | 3:33  |
| 6.  | Connect The Keettle Lead | 2:25  |
| 7.  | Balloonatic              | 3:01  |
| 8.  | Boredom                  | 4:43  |
| 9.  | Sober                    | 4:11  |
| 10. | Jimmy Kane               | 3:11  |
| 11. | Ashamed                  | 4:41  |
| 12. | Plug In Baby             | 2:46  |
| 13. | Earthsquake              | 3:37  |
| 14. | Good News                | 3:43  |
| 15. | Overdue                  | 3:27  |

## Crédits
- Matthew Bellamy – chant, guitare, clavier, samples
- Dominic Howard – batterie, percussions
- Christopher Wolstenholme – basse, chœurs
- John Leckie - production et mixage sur Sunburn, Fillip, Falling Down, Cave, Escape, Overdue et Hate This & I'll Love You
- Paul Reeve - production et mixage sur Muscle Museum, Unintended, Uno et Sober, chœurs sur Unintended, Uno, Overdue et Hate This & I'll Love You